# 将台堡镇
将台堡镇，是中华人民共和国宁夏回族自治区固原市西吉县下辖的一个乡镇级行政单位。
2017年2月14日，宁夏回族自治区人民政府批复同意撤销将台乡建制，以原将台乡行政区域设立将台堡镇，镇政府驻地设在原将台乡明台村西侧，商业大道东侧。

## 行政区划
将台堡镇下辖以下地区：
明台村、包庄村、牟荣村、火家沟村、韩塬村、崔中村、李家嘴头村、东坡村、火家集村、西坪村、保林村、明荣村、毛家沟村、甘岔村、深岔村和明星村。